# Arbeitsgericht Siegen

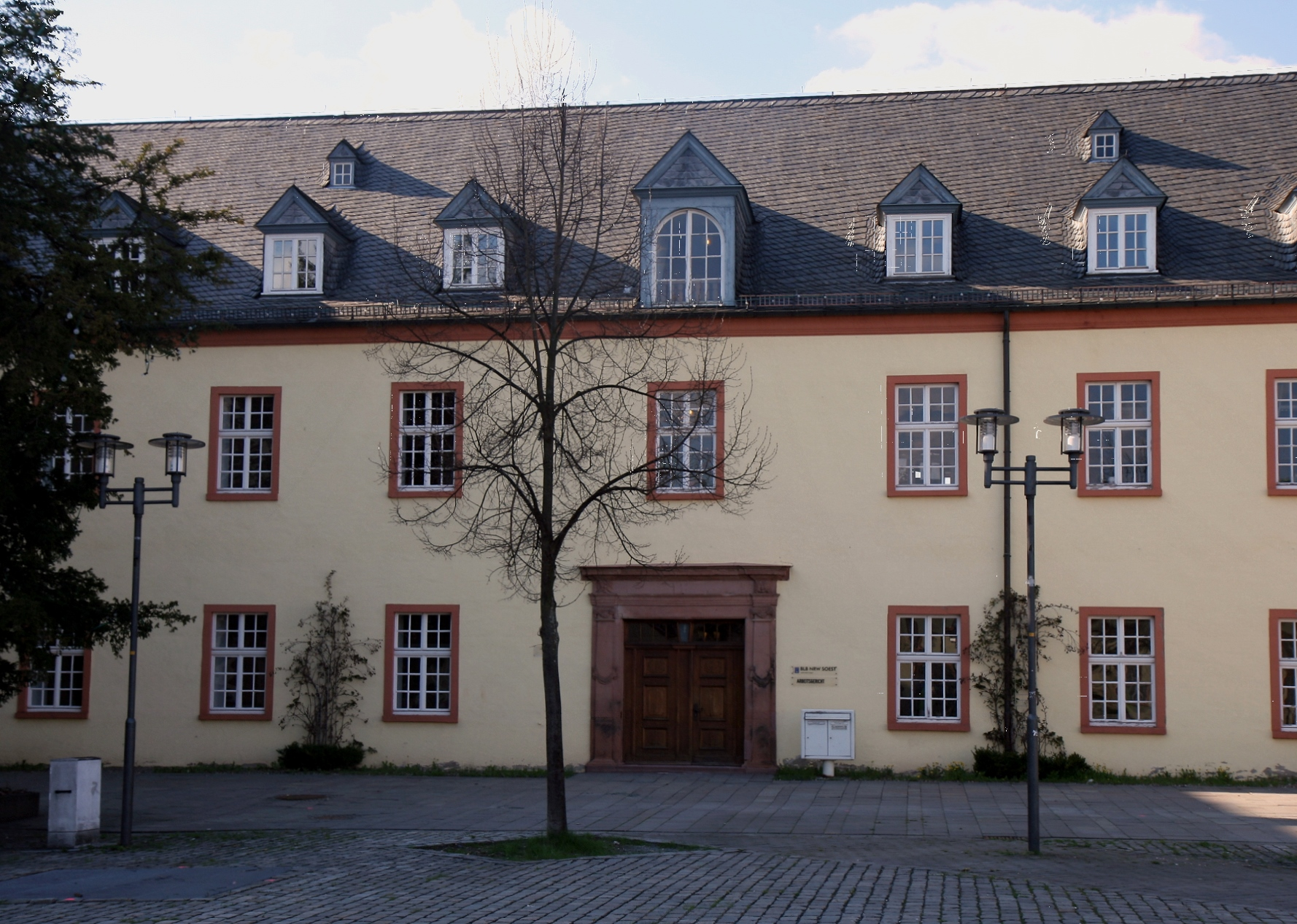
Ehemaliges Gerichtsgebäude Unteres Schloss

Das Arbeitsgericht Siegen, kurz ArbG Siegen, ein Gericht der Arbeitsgerichtsbarkeit, ist eines von dreißig Arbeitsgerichten (ArbG) Nordrhein-Westfalens. Bei ihm sind drei Kammern gebildet.

## Gerichtssitz und -bezirk
Das Gericht hat seinen Sitz in der Kreisstadt Siegen. Der 1.841 km² große Gerichtsbezirk erstreckt sich auf die Kreise Olpe und Siegen-Wittgenstein mit rund 427.000 Einwohnern. Im Gebäude des Amtsgerichts Olpe wird ein Gerichtstag abgehalten, der die Städte Olpe, Attendorn, Drolshagen, Lennestadt sowie die Gemeinden Wenden, Finnentrop und Kirchhundem umfasst.

## Gebäude
Das Gericht war bis zum Jahr 2014 38 Jahre lang im Unteren Schloss untergebracht, das nun jedoch von der Universität Siegen genutzt wird. Übergangsweise war das Arbeitsgericht 2014 für sechs Monate im Gebäude des Landgerichts zu finden, bevor an seinen aktuellen Standort in der Koblenzer Straße 7 umzog.

## Übergeordnete Gerichte
Dem ArbG Siegen ist das Landesarbeitsgericht Hamm und im weiteren Rechtszug das Bundesarbeitsgericht übergeordnet.

## Geschichte
Gemäß Arbeitsgerichtsgesetz vom 23. Dezember 1926 wurden in Deutschland Arbeitsgerichte gebildet. Diese waren nur in der ersten Instanz organisatorisch selbstständige Gerichte, die Landesarbeitsgerichte waren den Landgerichten zugeordnet. Am Landgericht Hagen entstand so 1927 das Landesarbeitsgericht Hagen als eines von fünf Landesarbeitsgerichten im Bezirk des Oberlandesgerichtes Hamm. In Siegen entstand das Arbeitsgericht Siegen. Sein Sprengel umfasste die Bezirke der Amtsgerichtes Attendorn, Battenberg, Berleburg, Burbach, Förde, Hilchenbach, Kirchhunden, Olpe und Siegen. Es bestand jeweils eine Kammer für Arbeiter, für Angestellte und für Handwerk.
Nach der Besetzung Deutschlands durch die Alliierten wurden 1945 zunächst alle Gerichte geschlossen. Die ordentlichen Gerichte wurden schon bald wieder eröffnet, während die Arbeitsgerichte zunächst nicht wieder eingerichtet wurden, so dass arbeitsgerichtliche Streitigkeiten von den ordentlichen Gerichten erledigt werden mussten. Gemäß Kontrollratsgesetz 21 vom 30. März 1946 sollten in Deutschland Arbeitsgerichte aufgebaut werden. Das Arbeitsgericht Siegen entstand so neu.